# Cornelis Kruseman
Cornelis Kruseman (Amsterdam, 25 de setembre de 1797 - Lisse, 14 de novembre de 1857) fou un pintor neerlandès.
Cornelis Kruseman va néixer l'any 1797 a Amsterdam, fill d'Alexander Hendrik Kruseman (1765-1829) i Cornelia Bötger. Va continuar en aquella ciutat fins que va viatjar a Suïssa i Itàlia (1821). Finalment va acabar a París. L'any 1825, va tornar als Països Baixos. El 3 d'octubre de 1832 es va casar amb Henriette Angelique Meijer. L'any 1841 va viatjar cap Itàlia un altre cop; es va quedar allà per sis anys. Per això és també anomenat l'"italià Kruseman". De 1847 a 1854 va viure a La Haia, i després a Lisse fins a la seva mort.
Des de l'edat de catorze anys Cornelis Kruseman va assistir al Amsterdamse Tekenacademie i va aprendre de Charles Howard Hodges (1764-1837), Petrus Antonius Ravelli (1788-1861) i Jean Augustin Daiwaille (1786-1850).
La seva obra consisteix en retrats, temes bíblics i escenes italianes. L'any 1826 va publicar un llibre de viatge del seu viatge a Itàlia, titulat Aanteekingen van C. Kruseman, betrekkelijk deszelfs kunstreis en verblijf in Italië.
Ha estat honrat per la seva feina en diverses maneres. L'any 1831 va ser nomenat Cavaller en l'Ordre del Lleó holandès i l'any 1847 Comandant de l'Ordre de la Couronne de Chêne (Ordre del de Corona de Roure). Amsterdam l'any 1917 li va posar el seu nom a un carrer, el Cornelis Krusemanstraat,, Eindhoven ho va fer el 1954, i Ljouwert el 1956. .
L'any 1996 J.M.C. Ising, descendent de Johannes Diederik Kruseman, germà de Cornelis Kruseman, va fundar la Fundació Cornelis Kruseman - J.M.C. Ising Stichting, el Cornelis Kruseman Stichting al cap de poc. La fundació té com a objectiu obtenir més reconeixement per la feina de Cornelis Kruseman.

## Galeria d'imatges

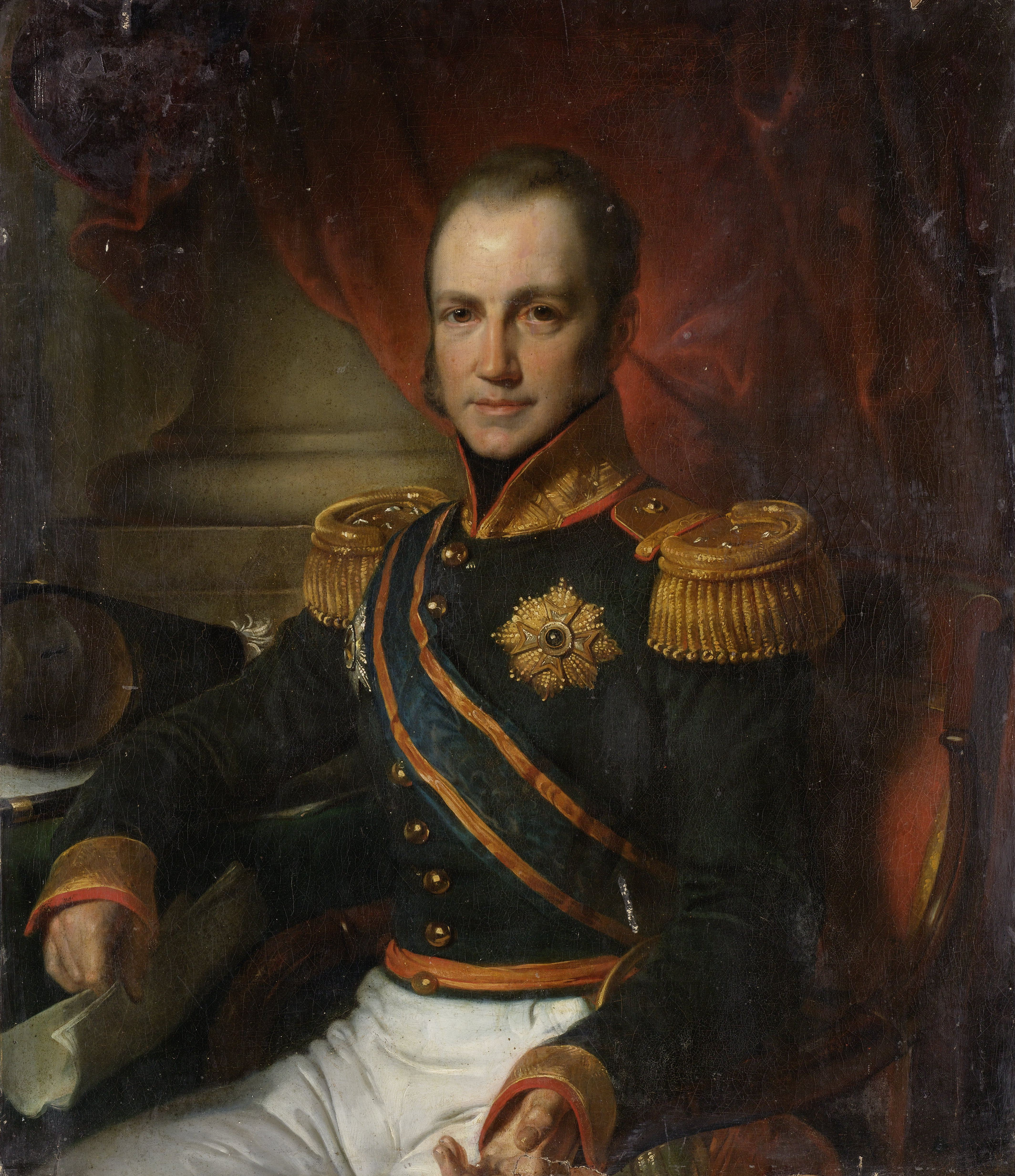
Cornelis Kruseman: Retrat de Godert van der Capellen fet cap a l'any 1816.
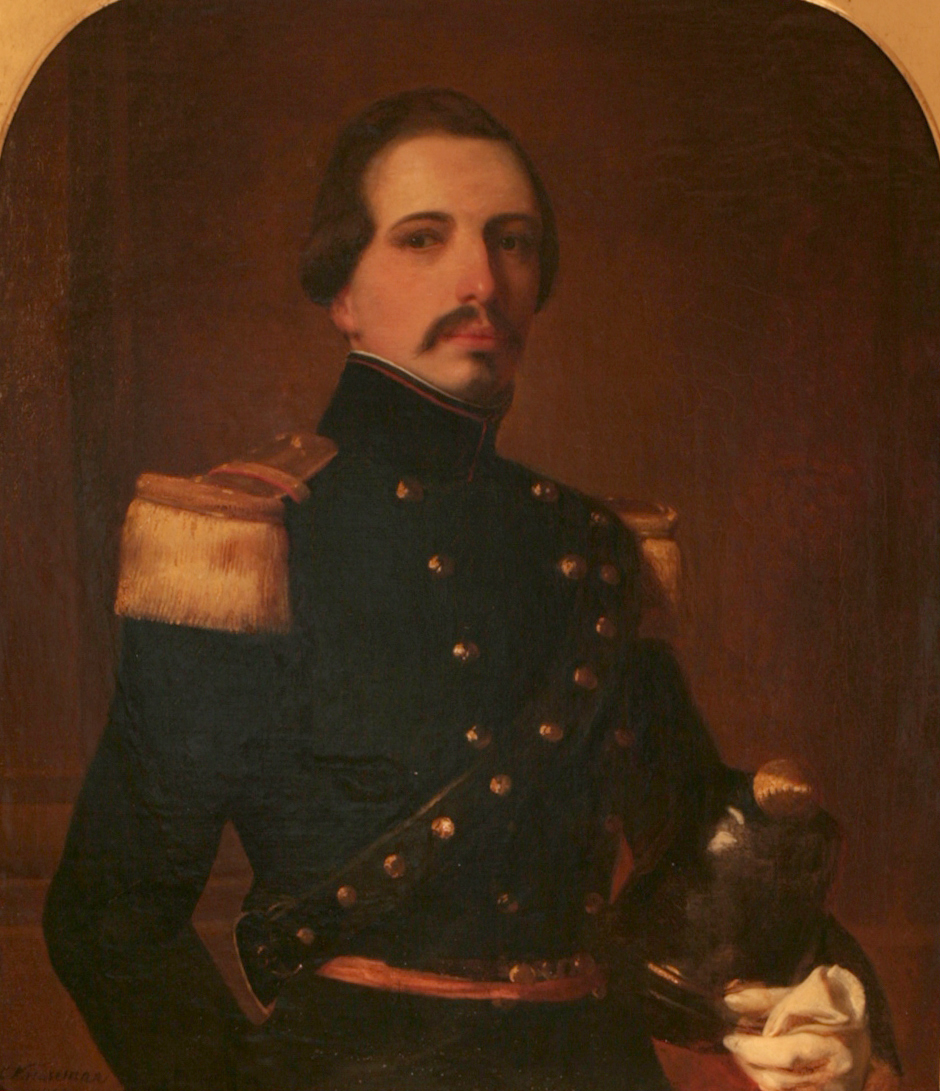
Cornelis Kruseman: Retrat de Constant Gautier Cathérine François Ising.
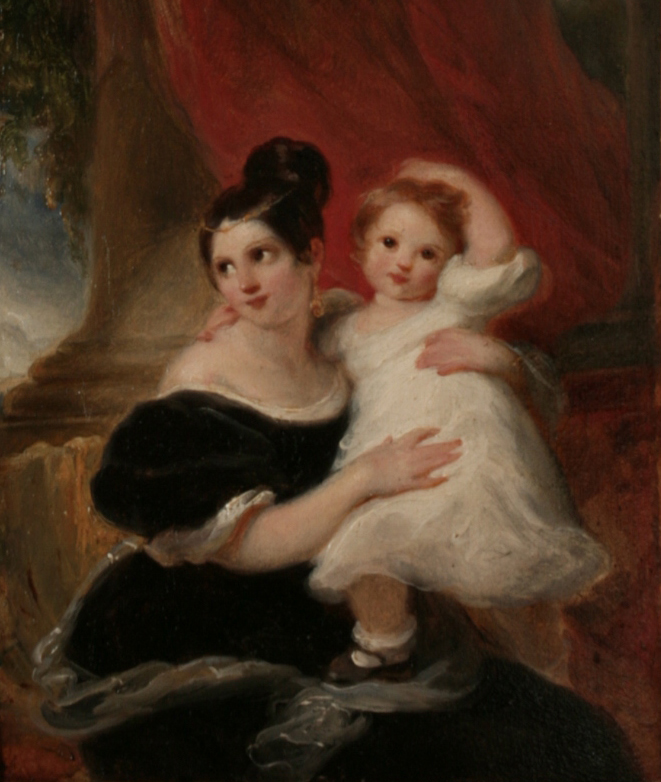
Cornelis Kruseman Moeder en kind (Mare i nen).
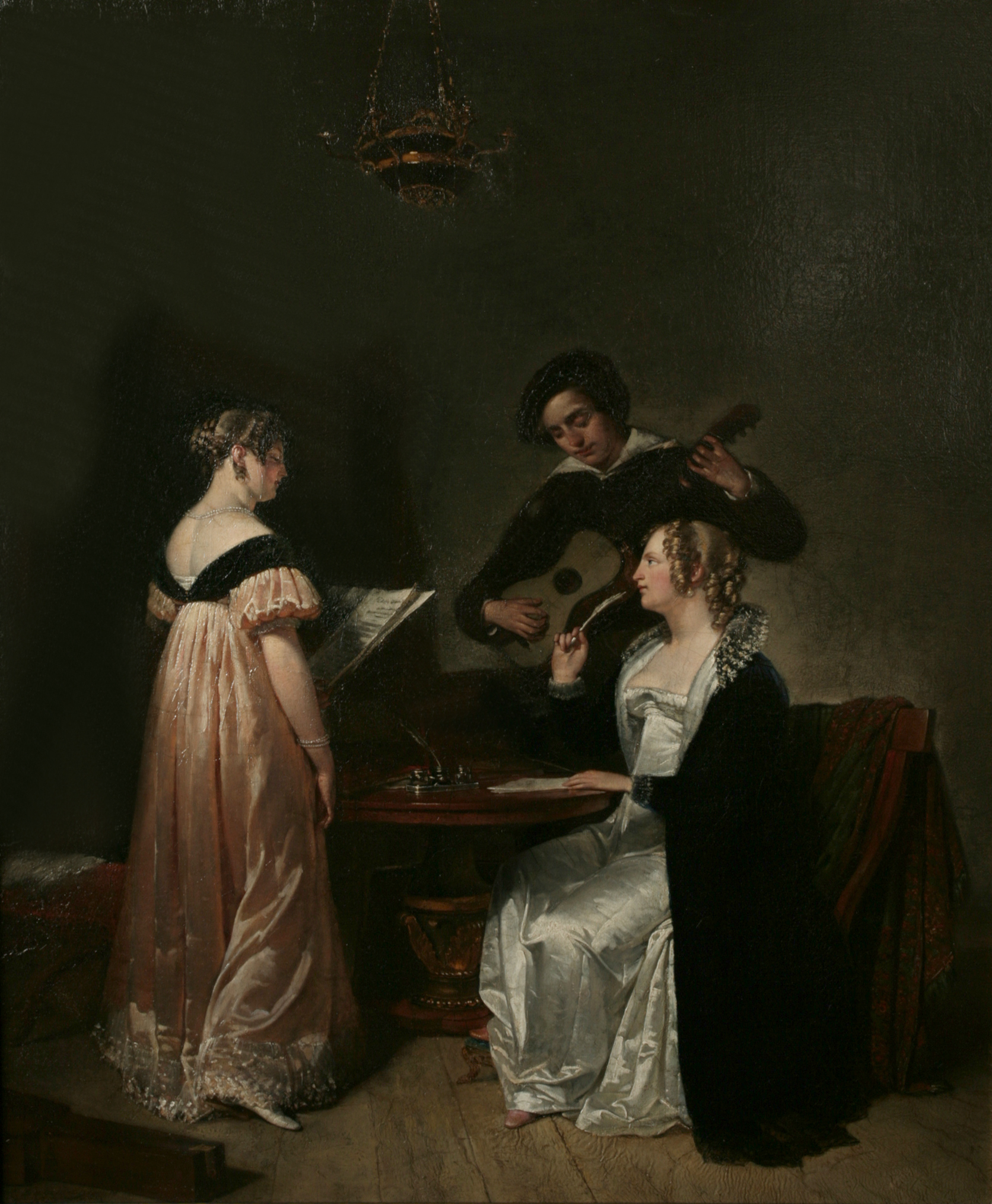
Cornelis Kruseman Interieur met Sofie en Henriëtte Lotzen en de schilder Kruseman, spelend op een gitaar (Interior amb Sofie and Heriëtte Lootzen i el pintor Kruseman tocant la guitarra, 1814.
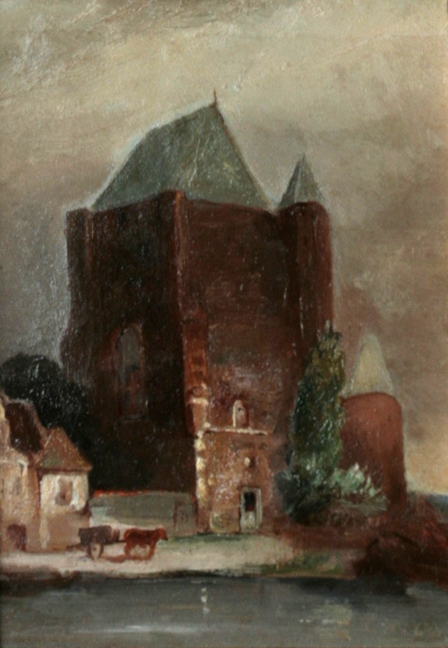
Cornelis Kruseman Toren bij het water (torre de l'aigua).
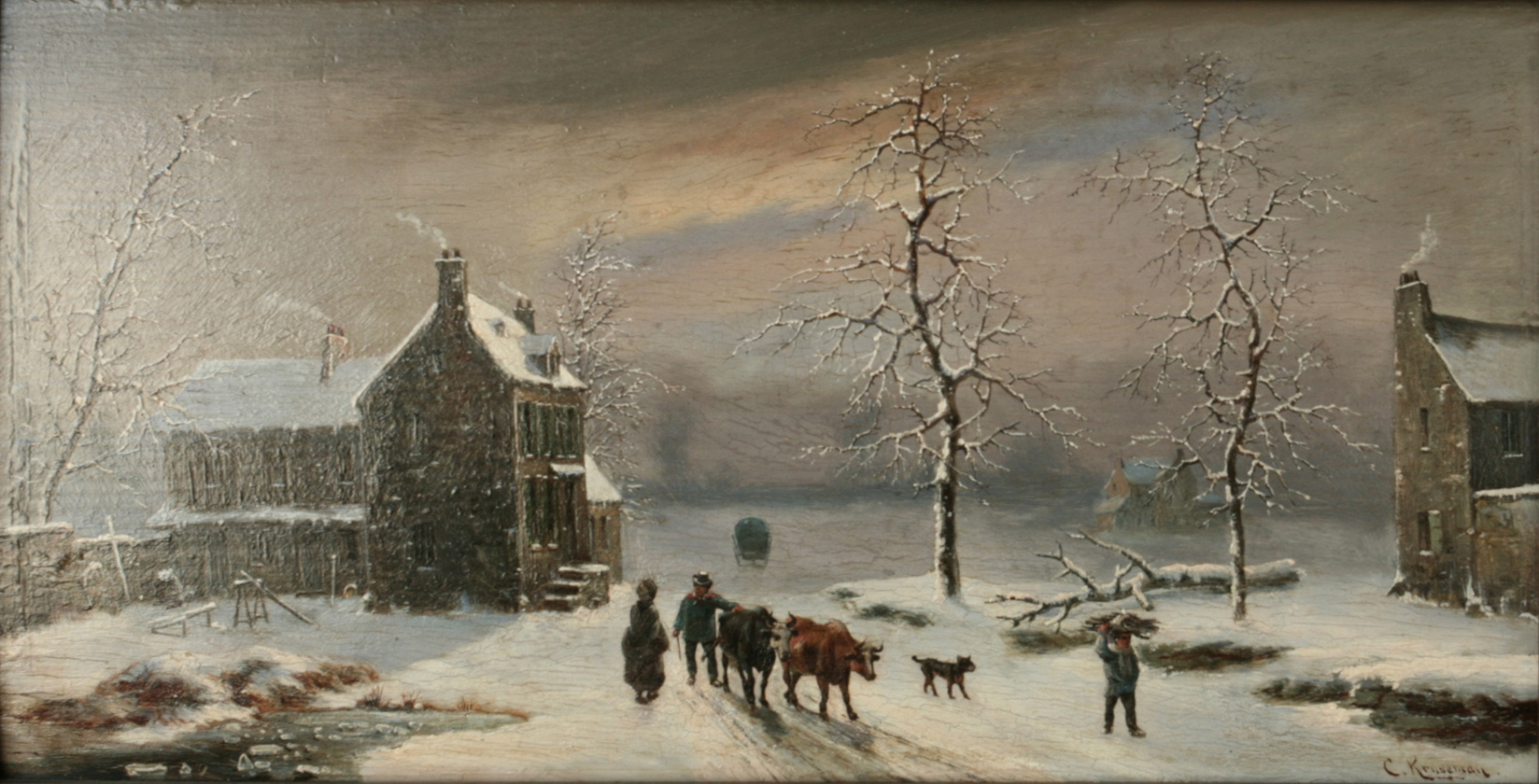
Cornelis Kruseman Winterlandschap met figuren en koeien (Paisatge d'hivern amb figures i vaques.
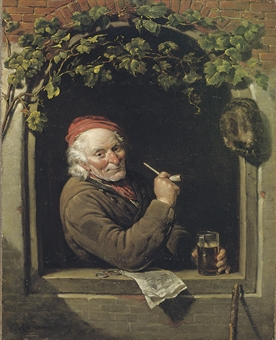
Cornelis Kruseman Man met een pijp (Home amb una pipa), 1817.
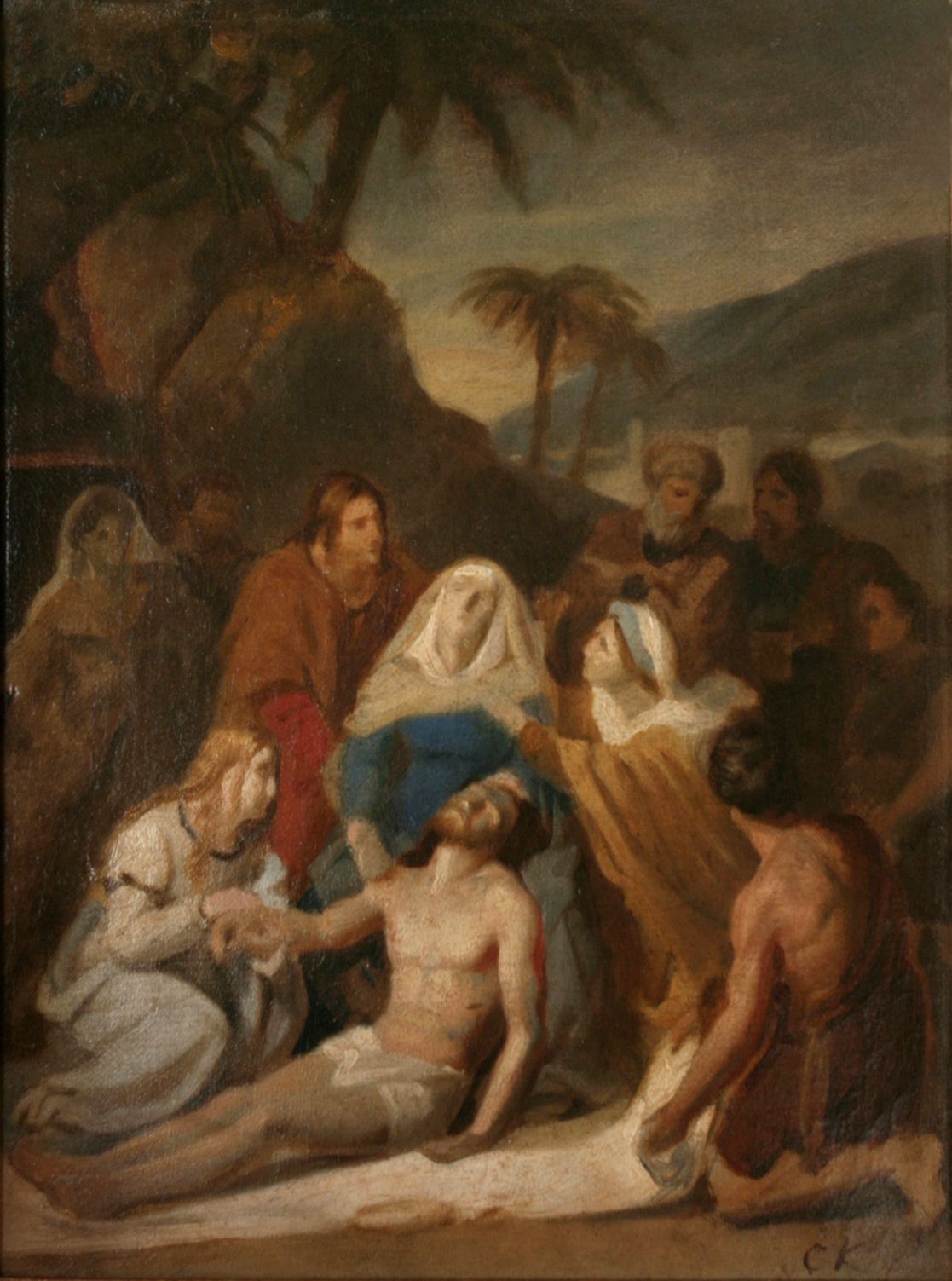
Cornelis Kruseman Lamentació de Crist, al voltant 1830.